# Джані Жаке
Джані Жаке (англ. Janey Jacké) (справжнє ім'я Джастін Муєр (англ. Justin Mooijer; нар. 9 квітня 1992, Пюрмеренд) — нідерландська дреґ-квін, актор та ведучий, відомий участю в першому сезоні Drag Race Holland (2020) та RuPaul's Drag Race: UK vs the World (2022).

## Кар'єра
В 16 років Муєр вперше переодягнувся в жінку під час святкування дня народження однокласника.
У 2012 році Муєр завершує навчання в готельній школі Da Costa, де проходив стажування в різних готелях. Після п'яти років роботи в мішленовських ресторанах і п'ятизіркових готелях почав професійну дреґ кар'єру як Джані Жаке.
9 вересня 2020 року Муєра було оголошено одним з десяти акторів дебютного сезону Drag Race Holland. Жаке дійшла до фіналу та посіла друге місце.
17 січня 2022 року Джані було оголошено однією з учасниць RuPaul’s Drag Race: UK vs the World.

## Особисте життя
Муєр народився в Пурмеренді і виріс у Волендамі. Зараз живе в Амстердамі.

## Дискографія

### Сингли
| Назва                               | Рік  | Альбом            |
| ----------------------------------- | ---- | ----------------- |
| "Turned Heads" (featuring Lady Bee) | 2022 | Неальбомний сингл |

### З іншими виконавцями
| Назва | Рік  | Альбом            |
| --- | ---- | ----------------- |
| "Living My Life in London (Cast Version)" (RuPaul featuring the cast of RuPaul's Drag Race UK vs The World) | 2022 | Неальбомний сингл |

## Фільмографія

### Телебачення
| Рік  | Назва                               | У ролі | Примітки  | Ref.   |
| ---- | ----------------------------------- | ------ | --------- | ------ |
| 2019 | All Together Now                    | Себе   | Суддя     |        |
| 2020 | Cultuur in Actie!                   | Себе   | Гість     | [ 11 ] |
| 2020 | Drag Race Holland                   | Себе   | 2-е місце |        |
| 2020 | Jinek                               | Себе   | Гість     |        |
| 2022 | RuPaul's Drag Race: UK vs the World | Себе   | 5-е місце |        |

### Фільми
| Рік  | Назва            | У ролі    | Примітки | Ref.         |
| ---- | ---------------- | --------- | -------- | ------------ |
| 2013 | Chez Nous (2013) | Дреґ-квін |          |              |
| 2018 | Просто друзі     | Друг Яда  |          | [ 2 ] [ 12 ] |

### Музичні відеокліпи
| Рік  | Виконавець | Назва                      |
| ---- | ---------- | -------------------------- |
| 2020 | Sederginne | Girls Just Wanna Have Fun! |

### Вебсеріали
| Рік  | Назва               | У ролі               | Примітки        | Ref.   |
| ---- | ------------------- | -------------------- | --------------- | ------ |
| 2020 | Dook duikt in       | Себе (в дрег образі) | Гість, 1 епізод | [ 13 ] |
| 2022 | Bring Back My Girls | Себе                 | Гість           | [ 14 ] |

## Нагороди та номінації
| Рік  | Нагорода         | Категорія                                    | У ролі | Результат | Прим.         |
| ---- | ---------------- | -------------------------------------------- | ------ | --------- | ------------- |
| 2022 | The WOWIE Awards | Найкращий інстаграм (The Curated Feed Award) | Себе   | Номінація | [ 15 ] [ 16 ] |